# 戈罗姆戈罗姆之战
戈罗姆戈罗姆之战（法语：Combat de Gorom-Gorom），是2019年法国特种部队在布基纳法索北部的戈罗姆戈罗姆进行的一次人质营救行动。行动中两名法军士官阵亡，6名绑匪中的4人丧生，4名人质全部获救。

## 背景
2019年5月1日，两名法国游客Laurent Lassimouillas和Patrick Picque，在贝宁彭贾里国家公园被绑架。他们的贝宁向导的尸体于5月4日在其烧焦的汽车旁被发现。绑匪随后带着人质一起穿过边境，进入布基纳法索。根据法国总参谋部的说法，绑匪将在布基纳法索停留几天，然后前往马里将人质交给基地组织分支“伊斯兰后卫”(JNIM)下属的马西纳解放阵线。但世界报指出，根据布基纳法索安全部队人士的说法，马西纳解放阵线会释放人质，执行绑架的是大撒哈拉伊斯兰国(IS-GS)的成员，他们在布基纳法索东部活动。
在宣布两名游客失踪后，法国军事情报局立即展开行动，他们获得了美国和布基纳法索的支援。绑匪的皮卡车驶向马里，在数日内行进了超过350千米。绑匪的车辆通常于夜间在灌木丛中行驶。但圣战者使用电话时的一些通话还是被美国截获了。

## 战斗经过
2019年5月7日，法军开始行动，动用了特种部队、直升机、无人机和医疗飞机，在布基纳法索北部开始进行长距离的追踪。布基纳法索武装部队在沿线提供物流支持，美军提供了MQ-9收割者偵察機进行侦察。5月9日，绑匪停止了前行。下午早些时间，法国特战司令部得到了绑匪营地的信息。特战司令部提出的行动计划得到了国防参谋长弗朗索瓦·勒库安特的批准。晚上，马克龙总统授权发动攻击。 
来自海軍突擊隊下“休伯特突击队”、第1海軍陸戰傘降團和第10空降突击队的24名突击队员参与了进攻。他们乘十余架直升机机降在绑匪营地10千米外的着陆区。一架CASA医疗飞机在空中待命。两架法国和一架美国的侦察无人机在空中进行监视。临近午夜时，突击队员已经步行渗透到了距离绑匪藏身处200米的地方。穿过一片空地，他们向营地中的4处藏身屋进发。他们在接近到仅剩10米时才被圣战者的一名哨兵发现。法军杀死了哨兵，听到圣战者在屋内给枪上膛。法军随后以不开火的方式展开进攻，以免伤及人质。法军同时冲进了多个小屋，其中两人被圣战者在极近的距离杀死。.
两名法国人质被解救。此外还发现并解救了另外两名人质，来自韩国的Kisoon Jan和一名美国人。他们已经被囚禁了28天。法国国防部长弗洛朗斯·帕尔丽在5月10日表示：除了两名法国游客外，法国并不知晓还有别国人质的存在，根据和韩国、美国的沟通，这两国似乎也不知晓其国民被绑架。

法国特种作战司令部
法國海軍突擊隊
法國海軍突擊隊下“休伯特突击队”
法国第1海軍陸戰傘降團
[[Commando parachutiste de l'air no 10|法国第10空降突击队

## 事后
四名圣战士阵亡，另外两人设法逃脱。

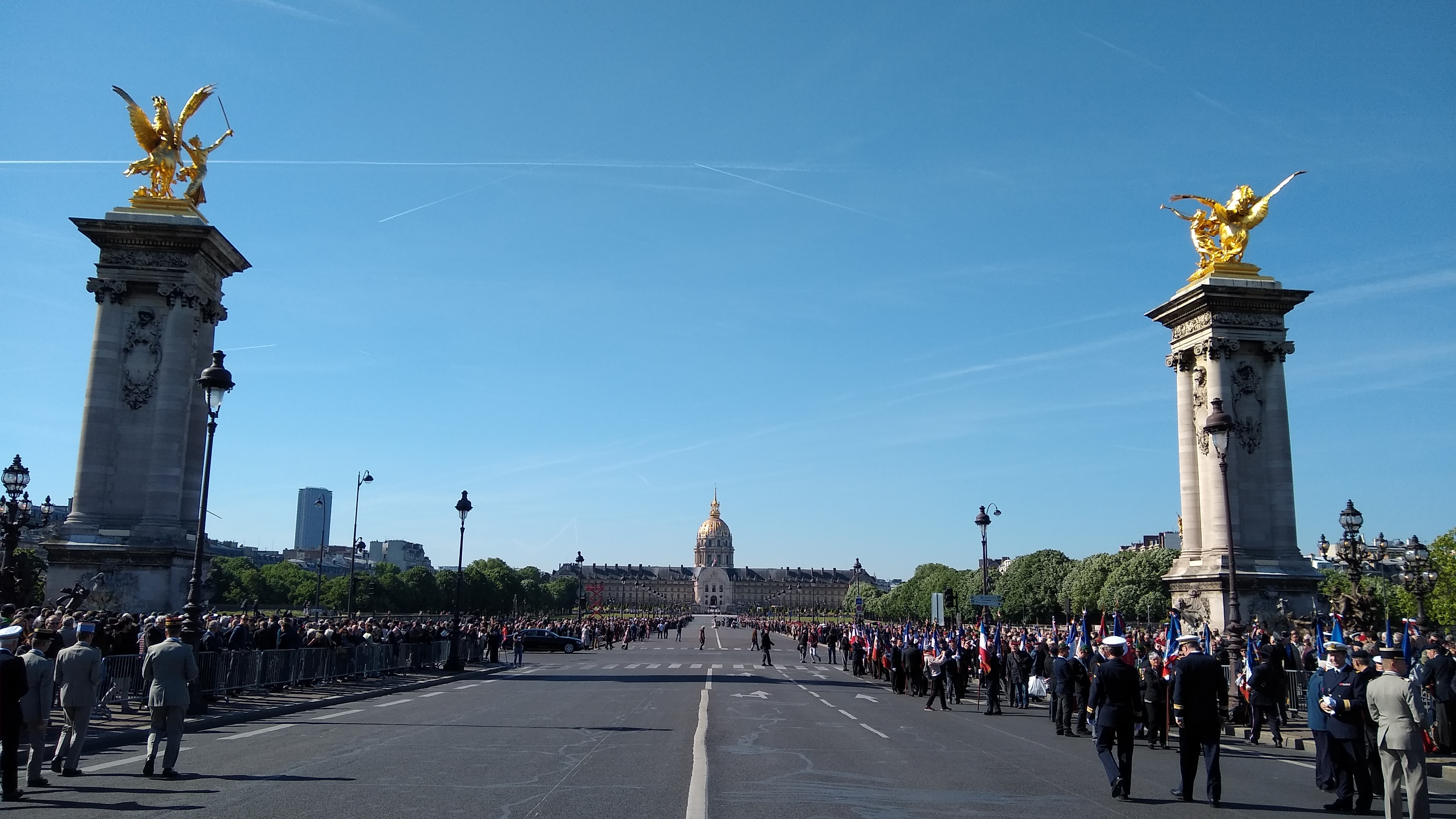
聚集在亚历山大三世桥上的人群。此桥通往举行致敬仪式的荣军院

法国方面，士官Cédric de Pierrepont和Alain Bertoncello阵亡。2019年5月14日，法国在荣军院为两名牺牲的军人举行了致敬仪式。他们被授予法国荣誉军团勋章。
贝宁总统府在新闻发布会中表示这是“贝宁、布基纳法索和法国政府之间的完美合作”。布基纳法索总统罗克·马克·克里斯蒂安·卡博雷表示欢迎“联合军事介入使得实现目标成为可能，这反映了我们打击邪恶势力的决心。”5月13日，美国总统唐纳德·特朗普也对法国军队的行动表示赞赏，“法国人做得很好。我们真的很感谢他们”。美国前人质的身份未被透露。
5月11日，两名法国前人质和一名韩国前人质收到了布基纳法索总统罗克·马克·克里斯蒂安·卡博雷的接见。他们向牺牲士兵的家属表示哀悼，并感谢法国和布基纳法索当局将他们从“地狱”中救出。美国前人质在瓦加杜古转交给美方，未公开露面。5月12日，两名法国前人质和一名韩国前人质抵达法国空军基地，收到总统马克龙、国防部长弗洛朗斯·帕尔丽、外交部长让-伊夫·勒德里昂等的接见。5月14日，韩国前人质返回韩国。
此外，法国外交部长让-伊夫·勒德里昂指责这两名法国游客进入的地区“在相当长一段时间前就已经被认为是“红色危险地带””。他的这番言论引发了公众争议。Marianne新闻社指出，法国外交部在5月10日才在官网上更新了该信息，在这之前，游客被绑架的彭贾里国家公园并不标在“红色危险地带”中，仅有W国家公园在列，并且布基纳法索边境被标记为“红橙危险地带”的也不包括彭贾里国家公园。和边境上的国家相比，贝宁通常被认为是安全的，在事发前两周的4月18日，贝宁还曾派出1000名士兵部署到边境。另一方面，根据彭贾里一位NGO官员的说法，游客的车辆和遇难的向导是在靠近布基纳法索“红色危险地带”边境被发现的。事后，这两名前人质承认他们应该“更多地考虑国家的建议和非洲的复杂性”，还向在营救行动中牺牲的两名特种部队士兵致敬。